# Wieniamin Gulst
Wieniamin Naumowicz Gulst (ros. Вениамин Наумович Гульст, ur. 14 czerwca?/27 czerwca 1900 w Mikołajowie, zm. 1972 w Moskwie) – Żyd, funkcjonariusz Czeka/OGPU/NKWD, generał major.

## Życiorys
Od 1904 mieszkał w Tyflisie, gdzie 1921 ukończył męskie gimnazjum, pracował w kancelarii, od kwietnia 1921 członek RKP(b). Od maja 1921 funkcjonariusz Czeki Gruzińskiej SRR, od marca 1931 do grudnia 1934 szef wydziału operacyjnego GPU/NKWD Gruzińskiej SRR, od grudnia 1934 do 17 marca 1937 szef Zarządu Policji Sądowej Zarządu Milicji Robotniczo-Chłopskiej NKWD Gruzińskiej SRR, od 4 lutego 1937 kapitan bezpieczeństwa państwowego. Od 17 marca 1937 do stycznia 1938 szef Wydziału 2 Zarządu Bezpieczeństwa Państwowego (UGB) NKWD Gruzińskiej SRR, w styczniu-lutym 1938 czasowy p.o. ludowego komisarza spraw wewnętrznych Adżarskiej ASRR, od lutego do 21 listopada 1938 szef Wydziału 3 UGB NKWD Gruzińskiej SRR, od 21 listopada 1938 do 27 lutego 1941 zastępca szefa 1 Wydziału GUGB, od 28 grudnia 1938 major, a od 14 marca 1940 starszy major bezpieczeństwa państwowego. Od 27 lutego do 26 kwietnia 1941 zastępca szefa Wydziału 1 NKGB ZSRR, od 26 kwietnia do 15 sierpnia 1941 zastępca ludowego komisarza bezpieczeństwa państwowego Estońskiej SRR, od 15 sierpnia 1941 do sierpnia 1942 I zastępca ludowego komisarza spraw wewnętrznych Estońskiej SRR; faktycznie działał wówczas w Astrachaniu, Saratowie i na Kaukazie Północnym. Od 12 sierpnia 1942 do 21 maja 1943 szef Wydziału 3 Zarządu Transportowego NKWD ZSRR, od 14 lutego 1943 komisarz bezpieczeństwa państwowego, od 21 maja 1943 do 22 września 1947 szef Wydziału 3 Zarządu 3 NKGB/MGB ZSRR/Zarządu Transportowego MGB ZSRR (od 9 lipca 1945 w stopniu generała majora), następnie w rezerwie, 29 grudnia 1947 zwolniony. 
23 listopada 1954 pozbawiony stopnia generalskiego "za zdyskredytowanie się podczas pracy w organach bezpieczeństwa".
W lipcu 1939 na polecenie Berii zamordował żonę ambasadora ZSRR w Chinach Iwana Bowkun-Ługańca.

## Odznaczenia
- Order Lenina (30 kwietnia 1946)
- Order Czerwonego Sztandaru (dwukrotnie - 26 kwietnia 1940 i 3 listopada 1944)
- Order Wojny Ojczyźnianej I klasy (19 sierpnia 1944)
- Order Czerwonej Gwiazdy (28 sierpnia 1937)
- Order „Znak Honoru” (20 września 1943)
- Odznaka "Honorowy Funkcjonariusz Czeki/GPU (XV)" (25 kwietnia 1934)

I 4 medale.